# Nikolaj Dorochin
Nikolaj Dorochin (Elec, 5 maggio 1905 – Mosca, 31 dicembre 1953) è stato un attore sovietico.

## Filmografia parziale

### Attore
- Pervopečatnik Ivan Fёdorov (1941)
- Malachov kurgan (1944)
- Morskoj batal'on (1944)

## Premi
- Artista onorato della RSFSR
- Artista popolare della RSFSR
- Premio Stalin
- Ordine della Bandiera rossa del lavoro
- Ordine del distintivo d'onore